# Wahlbezirk Steiermark 12
Der Wahlbezirk Steiermark 12 war ein Wahlkreis für die Wahlen zum Abgeordnetenhaus im österreichischen Kronland Steiermark. Der Wahlbezirk wurde 1907 mit der Einführung der Reichsratswahlordnung geschaffen und bestand bis zum Zusammenbruch der Habsburgermonarchie.

## Geschichte
Nachdem der Reichsrat im Herbst 1906 das allgemeine, gleiche, geheime und direkte Männerwahlrecht beschlossen hatte, wurde mit 26. Jänner 1907 die große Wahlrechtsreform durch Sanktionierung von Kaiser Franz Joseph I. gültig. Mit der neuen Reichsratswahlordnung schuf man insgesamt 416 Wahlbezirke, wobei mit Ausnahme Galiziens in jedem Wahlbezirk ein Abgeordneter im Zuge der Reichsratswahl gewählt wurde. Der Abgeordnete musste sich dabei im ersten Wahlgang oder in einer Stichwahl mit absoluter Mehrheit durchsetzen. Der Wahlkreis Steiermark 12 umfasste folgende Gerichtsbezirke:
- Mürzzuschlag (ohne die Gemeinden Mürzzuschlag und Langenwang, siehe Wahlbezirk Steiermark 5)
- Kindberg (ohne die Gemeinden Kindberg Markt, Kindberg Land, Krieglach, Mitterdorf und Wartberg, siehe Wahlbezirk Steiermark 5)
- Aflenz (ohne die Marktgemeinde Aflenz, siehe Wahlbezirk Steiermark 5)
- Mariazell (ohne die Stadtgemeinde Mariazell, siehe Wahlbezirk Steiermark 5)
- Sankt Gallen (ohne die Marktgemeinde Sankt Gallen, siehe Wahlbezirk Steiermark 7)
- Birkfeld (ohne die Marktgemeinde Birkfeld, siehe Wahlbezirk Steiermark 8)

Bei der Reichsratswahl 1907 setzte sich Michael Schoiswohl von der Christlichsozialen Partei mit 61,1 % im ersten Wahlgang durch. Hinter ihm landete der Sozialdemokrat Johann Hamersdorfer mit 26,3 % und der Bauernbündler Josef Hainzl mit 12,3 %. In der Reichsratswahl 1911 konnte Schoiswohl erneut mit 57,9 % im ersten Wahlgang den ersten Platz belegen. Er verwies damit den Sozialdemokraten Ludwig Beer 31,2 % und den Bauernbündler Josef Hainzl mit 12,3 % auf die Plätze.

## Wahlergebnisse

### Reichsratswahl 1907
Die Reichsratswahl 1907 wurde am 14. Mai 1907 (erster Wahlgang) durchgeführt. Die Stichwahl entfiel auf Grund der absoluten Mehrheit für Michael Schoiswohl im ersten Wahlgang.
| Kandidat                                                                     | Partei                                     | Wahlkreisstimmen | Prozent |
| ---------------------------------------------------------------------------- | ------------------------------------------ | ---------------- | ------- |
| Michael Schoiswohl                                                           | Christlichsoziale Partei                   | 4943             | 61,1 %  |
| Johann Hamersdorfer                                                          | Sozialdemokratische Arbeiterpartei         | 2130             | 26,3 %  |
| Josef Hainzl                                                                 | Deutscher Agrarier/Christlicher Bauernbund | 992              | 12,3 %  |
|                                                                              | Sonstige Parteien                          | 27               | 0,3 %   |
| Wahlberechtigte: 9684, Ungültige/Leere Stimmen: 102, Wahlbeteiligung: 84,6 % |                                            |                  |         |

### Reichsratswahl 1911
Die Reichsratswahl 1911 wurde am 13. Juni 1911 (erster Wahlgang) durchgeführt. Die Stichwahl entfiel auf Grund der absoluten Mehrheit für Michael Schoiswohl im ersten Wahlgang.
| Kandidat                                                                      | Partei                             | Wahlkreisstimmen | Prozent |
| ----------------------------------------------------------------------------- | ---------------------------------- | ---------------- | ------- |
| Michael Schoiswohl                                                            | Christlichsoziale Partei           | 4454             | 57,9 %  |
| Ludwig Beer                                                                   | Sozialdemokratische Arbeiterpartei | 2399             | 31,2 %  |
| Franz Hirsch                                                                  | Deutsche Agrarier                  | 792              | 10,3 %  |
|                                                                               | Sonstige Parteien                  | 46               | 0,6 %   |
| Wahlberechtigte: 10.300, Ungültige/Leere Stimmen: 95, Wahlbeteiligung: 75,6 % |                                    |                  |         |